# Männer zum Knutschen
Männer zum Knutschen ist eine deutsche Filmkomödie aus dem Jahr 2012.

## Handlung
Tobi und Ernst sind ein glückliches Paar mit Gegensätzen. Der fröhliche Lebenskünstler Tobi stellt immer wieder den Alltag seines biederen Freundes Ernst völlig auf den Kopf. Als Ernst’s durchtriebene Freundin Uta, eine ehemalige Geheimdienstagentin, plötzlich auftaucht, wird die Beziehung der beiden Männer auf eine harte Probe gestellt. Tobi und seine Freunde schmieden einen Plan, um Uta loszuwerden.

## Hintergrund
Im August 2011 rief queer.de zur Unterstützung des Filmprojektes via Crowdfunding auf, da für die Postproduktion Geld fehlte. Auf diese Weise kamen mehr als 4000 Euro zusammen.
Beide am Film beteiligten Regisseure zogen ihre Namen zurück; das Pseudonym „Robert Hasfogel“ wird nun als Credit geführt.
Für die Ferienerinnerungen von Tobi und Ernst reiste ein Teil der Crew nach New York City. Die Disco-Szene wurde im Berliner Fate-Club gedreht.
Die Band Rosenstolz steuerte den Titel Blaue Flecken für den Abspann bei.
Einige bekannte Berliner Queers haben in dem Film einen Gastauftritt: Ades Zabel, Stefan Kuschner, Nina Queer und Barbie Breakout.

## Veröffentlichung
Der Film erlebte seine Weltpremiere beim Sydney Mardi Gras Film Festival am 27. Februar 2012. Die erste deutsche Festival-Aufführung erfolgte bei der  28. Schwulen Filmwoche Freiburg am 5. Mai 2012, die offizielle deutsche Kino-Premiere am 1. September 2012 im Kino International Berlin.

## Kritiken
„Der Zuschauer spürt, dass hier mit viel Spaß an der Sache gearbeitet wurde. Die Spannungssituation bietet eine Identifikationsfläche, die von der sexuellen Orientierung des Publikums vollkommen unabhängig ist.“

„Das schwule Leben scheint zumindest in der Mitte Berlins angekommen zu sein. Und schwules Kino im Genre der Romantic Comedy. (...) „Männer zum Knutschen“ ist so albern und harmlos, wie sein Titel verspricht: eine formal unausgereifte, aber liebenswerte Beziehungskomödie mit Kultmomenten für Insider.“

„Schwule, die sonst meist nur hübsches Beiwerk der eigentlichen heterosexuellen Protagonisten sein dürfen (...) spielen hier ausnahmsweise tatsächlich die Hauptrollen, dazu ist es dieser Produktion anzumerken, dass sie eine Herzensangelegenheit des ganzen Teams war. Männer zum Knutschen ist ein sympathischer Film - irre und aberwitzig...“

„Das große Plus des Films ist, dass er viele Klischees des schwulen Films auslässt und Themen sowie Figuren serviert, die einem – zumindest im Gay Cinema aus Deutschland – in dieser Konstellation nicht oft begegnen.(...) Fazit: "Männer zum Knutschen" ist eine abgedrehte Beziehungskomödie über ein schwules Pärchen mit hübschen Berlin-Impressionen und ohne die gängigen Klischees und Stereotypen.“

## Auszeichnungen
- Film Out International Filmfestival San Diego: Beste Komödie und bester Darsteller Frank Christian Marx
- Fairy Tales Internationales Queer Filmfestival Calgary: Publikumspreis
- Bangalore Queer Filmfestival: Beste Regie und besondere Erwähnung in der Kategorie Spielfilm
- Miami – International Queer Filmfestival: besondere Erwähnung in der Kategorie Publikumspreis Spielfilm
- Honolulu International Queer Filmfestival: Bester Film